# Mamadou Diakhon
Mamadou Diakhon (Strasburgo, 22 settembre 2005) è un calciatore francese, attaccante del Club Bruges.

## Carriera

### Club
Diakhon è cresciuto nel settore giovanile del Stade Reims, squadra dove ha debuttato il 27 maggio 2023 nel corso di un incontro di Ligue 1 perso 3-0 contro l'Olympique Lione. Il 4 luglio dello stesso anno ha firmato il suo primo contratto professionistico con il club.
Il 18 agosto 2025 viene ceduto a titolo definito al Club Bruges, in Pro League.

### Nazionale
Ha giocato nelle nazionali giovanili francesi Under-18, Under-19 ed Under-20.

## Statistiche

### Presenze e reti nei club
Statistiche aggiornate al 18 agosto 2025.
| Stagione             | Squadra              | Campionato           | Campionato | Campionato | Coppe nazionali | Coppe nazionali | Coppe nazionali | Coppe continentali | Coppe continentali | Coppe continentali | Altre coppe | Altre coppe | Altre coppe | Totale | Totale | Totale |
| Stagione             | Squadra              | Comp                 | Pres       | Reti       | Comp            | Pres            | Reti            | Comp               | Pres               | Reti               | Comp        | Pres        | Reti        | Pres   | Reti   |        |
| -------------------- | -------------------- | -------------------- | ---------- | ---------- | --------------- | --------------- | --------------- | ------------------ | ------------------ | ------------------ | ----------- | ----------- | ----------- | ------ | ------ | ------ |
| 2022-2023            | Stade Reims 2        | N3                   | 25         | 2          | -               | -               | -               | -                  | -                  | -                  | -           | -           | -           | 25     | 2      |        |
| 2023-2024            | Stade Reims 2        | N3                   | 4          | 0          | -               | -               | -               | -                  | -                  | -                  | -           | -           | -           | 4      | 0      |        |
| Totale Stade Reims 2 | Totale Stade Reims 2 | Totale Stade Reims 2 | 29         | 2          |                 | -               | -               |                    | -                  | -                  |             | -           | -           | 29     | 2      |        |
| 2022-2023            | Stade Reims          | L1                   | 2          | 0          | CF              | -               | -               | -                  | -                  | -                  | -           | -           | -           | 2      | 0      |        |
| 2023-2024            | Stade Reims          | L1                   | 11         | 0          | CF              | 2               | 2               | -                  | -                  | -                  | -           | -           | -           | 13     | 2      |        |
| 2024-2025            | Stade Reims          | L1                   | 28+1       | 2+0        | CF              | 6               | 1               | -                  | -                  | -                  | -           | -           | -           | 35     | 3      |        |
| ago. 2025            | Stade Reims          | L2                   | 1          | 1          | CF              | 0               | 0               | -                  | -                  | -                  | -           | -           | -           | 1      | 1      |        |
| Totale Stade Reims   | Totale Stade Reims   | Totale Stade Reims   | 42+2       | 3          |                 | 8               | 3               |                    | -                  | -                  |             | -           | -           | 52     | 6      |        |
| 2025-2026            | Club Bruges          | D1                   | -          | -          | CB              | -               | -               | UCL                | -                  | -                  | -           | -           | -           | -      | -      |        |
| Totale carriera      | Totale carriera      | Totale carriera      | 73         | 3          |                 | 8               | 3               |                    | -                  | -                  |             | -           | -           | 81     | 8      |        |